# 1032 Pafuri
1032 Pafuri је астероид главног астероидног појаса. Приближан пречник астероида је 54,67 ,
а средња удаљеност астероида од Сунца износи 3,125 астрономских јединица (АЈ).
Инклинација (нагиб) орбите у односу на раван еклиптике је 9,480 степени, а орбитални период износи 2018,207 дана (5,525 година). Ексцентрицитет орбите астероида износи 0,144.
Апсолутна магнитуда астероида износи 10,00 а геометријски албедо 0,059.
Астероид је откривен 30. маја 1924. године.